# Крюппи, Луиза
Луиза Крюппи, урождённая Амели Матильда Луиза Кремьё (фр. Louise Cruppi, Amélie Mathilde Louise Crémieux; 4 марта 1862, Гавр — 26 января 1925, Париж) — французская писательница, музыкант, хозяйка литературного салона.

## Биография и творчество
Луиза Кремьё родилась в 1862 году в Гавре. Её отцом был Гюстав Кремьё, сын известного государственного деятеля Адольфа Кремьё. С десятилетнего возраста её воспитанием занимался дедушка. Луиза училась музыке — игре на фортепиано у Габриэля Форе, пению у Полины Виардо — и много читала. В 1882 году она вышла замуж за Жана Крюппи, который впоследствии стал влиятельным политиком. У них родились пятеро детей.
После замужества Луиза Крюппи продолжала заниматься музыкой; в число её друзей входила пианистка Маргерит Лонг. Кроме того, она пробовала себя в литературе, и в 1905 году вышел её первый роман «Avant l’Heure», с посвящением Ромену Роллану. Роллан ответил благодарственным письмом, и между ними завязалась переписка, которая продолжалась семнадцать лет. В 2019 году была начата подготовка к публикации их писем, которых насчитывается более тысячи.
В круг общения Крюппи входил также композитор Морис Равель. Луиза пела партию Консепсьон в «домашней» постановке его одноактной оперы «Испанский час», и впоследствии именно по её настоянию опера была принята к постановке в Опера-Комик. В благодарность Равель посвятил «Испанский час» Луизе.
В 1915 году Луиза Крюппи побывала вместе с мужем в России: в Москве, Петрограде, Одессе и Киеве. В 1921 году в издательстве Грассе вышел второй роман писательницы, «La Famille Sanarens. En Languedoc». Имея широкий круг интересов, Крюппи писала работы о русских композиторах, в том числе о Бородине, и о скандинавских писательницах, в том числе Эллен Кей. В 1920-х годах она входила в жюри Премии Фемина. Кроме того, она была активисткой движения за права женщин и возглавляла одно из отделений Национального совета французских женщин (Conseil national des femmes françaises).
Луиза Крюппи умерла в 1925 году в Париже.